# Ріметя
Ріметя (рум. Rimetea) — село у повіті Алба в Румунії. Адміністративний центр комуни Ріметя.
Село розташоване на відстані 298 км на північний захід від Бухареста, 41 км на північ від Алба-Юлії, 36 км на південь від Клуж-Напоки.

## Населення
За даними перепису населення 2002 року у селі проживали 602 особи.
Національний склад населення села:
| Національність | Кількість осіб | Відсоток |
| -------------- | -------------- | -------- |
| угорці         | 458            | 76,1%    |
| румуни         | 135            | 22,4%    |
| цигани         | 8              | 1,3%     |

Рідною мовою назвали:
| Мова      | Кількість осіб | Відсоток |
| --------- | -------------- | -------- |
| угорська  | 459            | 76,2%    |
| румунська | 142            | 23,6%    |